# Carayac
Carayac település Franciaországban, Lot megyében. Lakosainak száma 107 fő (2022. január 1.). Carayac Saint-Pierre-Toirac, Béduer, Gréalou, Larroque-Toirac és Montbrun községekkel határos.

## Népesség
A település népességének változása:
| Lakosok száma | 53   | 52   | 59   | 80   | 80   | 93   | 101  | 106  | 106  | 107  |
|               | 1968 | 1982 | 1990 | 2006 | 2013 | 2015 | 2017 | 2019 | 2020 | 2022 |